# Mihail Kogălniceanu (okręg Konstanca)
Mihail Kogălniceanu – wieś w Rumunii, w okręgu Konstanca, w gminie Mihail Kogălniceanu. W 2011 roku liczyła 8319 mieszkańców.